# Deposito Museale delle opere di Enrico Colombotto Rosso
Il Deposito Museale delle opere di Enrico Colombotto Rosso è ospitato nel Palazzo Civico del Comune di Pontestura. Tutte le opere esposte all'interno del Museo sono state donate dal Maestro al Comune di Pontestura per realizzare una mostra permanente.
(Giorgia Cassini, Omaggio all’arte: Enrico Colombotto Rosso, Teatro G. Verdi, Pontestura, 17 maggio 2014)

## Storia
Il Palazzo, edificato a fine '800, è stato donato al Comune dopo la metà degli anni ‘50 del secolo scorso, ed è ora sede del Municipio. Al suo interno è conservato l'Archivio Storico, che raccoglie una serie di ordinati di vita comunale a partire dal 1540: in via di realizzazione per essere esposta la riproduzione delle mappe più significative datate tra il ‘600 e il ‘900. Dal 2002 nel Municipio una serie di locali è allestita con una raccolta di opere di Enrico Colombotto Rosso, i cui lavori, caratterizzati dal ricorso al cromatismo, sviluppano prevalentemente il concetto di metamorfosi del corpo e dell'anima. L'artista ha inoltre donato al Comune la propria collezione di giocattoli: bambole con volti in ceramica biscuit e abiti in tessuti antichi, cavalli a dondolo in legno o ferro, che offrono uno spaccato sull'infanzia di inizio Novecento.

## Mostre
Dal 2015 nel Deposito Museale di Pontestura vengono allestite delle mostre tematiche con lo scopo di valorizzare le opere donate dal Maestro Enrico Colombotto Rosso e dare ai visitatori la possibilità di ammirare capolavori inediti provenienti da collezioni private.

### 2015 - Metamorfosi -Il corpo e l'anima tra bene e male

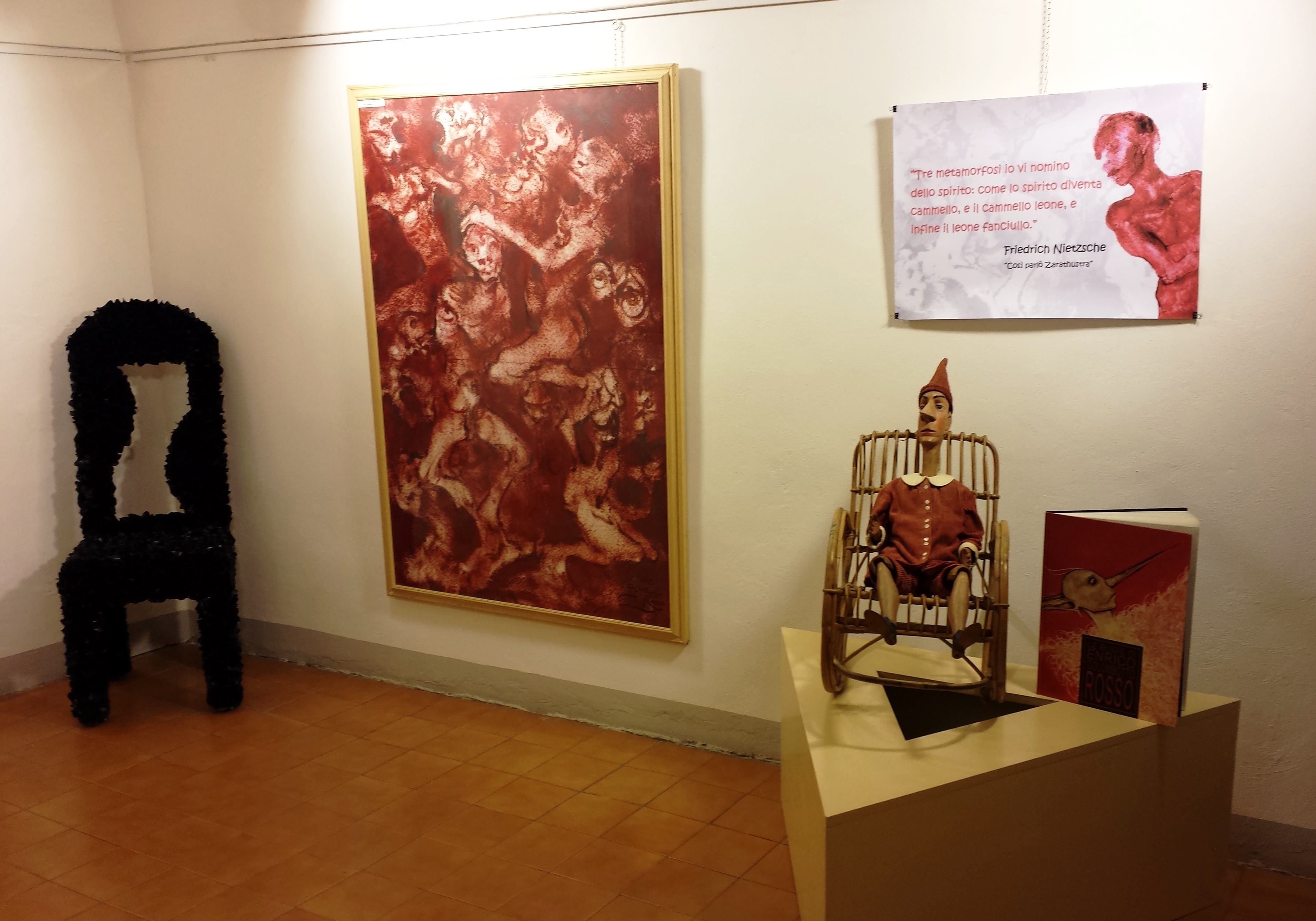
La sala Nietzsche del Deposito Museale delle opere di Enrico Colombotto Rosso durante l'allestimento della mostra Metamorfosi

Un riallestimento della mostra personale permanente di Colombotto Rosso che esalta uno dei temi più cari al Maestro: la metamorfosi, del corpo ma anche dell'anima. Colombotto incide nelle carni rosse o nere vibrazioni che conducono in un percorso fra luce e buio, fra bene e male. Il corpo stesso diventa contenitore metaforico che il Maestro plasma fino a spogliare l'uomo della sua superficialità per penetrare nelle sue debolezze in un grido di dolore, che implode e diventa catarsi. Il tema metamorfosi si ripropone nella serie di carte a china, opere popolate da una raffinata entomologia di insetti-incubo dotati una maligna e nefanda espressività umanoide; insetti che ritornano in forma di farfalle o libellule anch'esse scheletriche e antropomorfizzate.

### 2016 - Rosso Egizio -Dialogo iconografico fra Colombotto Rosso e l'Antico Egitto

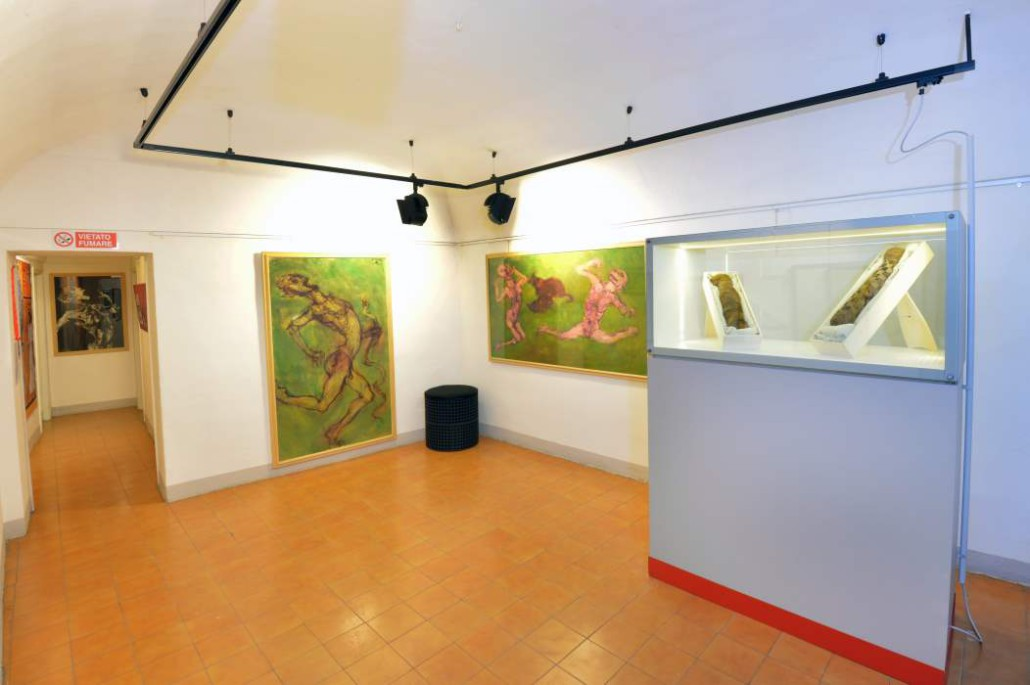
Una delle sale del Deposito Museale durante l'allestimento della mostra "Rosso Egizio"

Un connubio che, più che dal punto di vista strettamente artistico, indaga l'interesse per la metamorfosi, la vita e la morte, il macabro, l'antropologia e il mondo umano e animale come elementi di contatto con l'antica cultura egizia. Colombotto Rosso aveva subito il fascino dell'antico Egitto, tanto da arrivare a esporre alcune opere al Museo Egizio di Torino nel 2003. I reperti egizi in mostra, uniti alla documentazione fotografica, si legano perfettamente alle tematiche di Rosso con le sue dualità, il concetto di metamorfosi, gli animali divini, il misticismo e le mummie. Particolarmente curiose le mummie di gatto, amati e ritratti in numerose varianti dal maestro. I reperti esposti provengono dal Museo di Scienze Naturali di Brescia, mentre le opere di Colombotto Rosso vengono sia dal Deposito di Pontestura, ma anche da eccezionali collezioni private.

## Opere
Nel Deposito Museale di Pontestura sono esposte circa 150 opere del Maestro Enrico Colombotto Rosso (Torino, 7 dicembre 1925 – Casale Monferrato, 16 aprile 2013). Sono compresi anche 66 disegni a china su carta realizzati tra il 1998 e il 2002. Sempre all'interno del Palazzo Civico, il 20 maggio 2007 è stato inaugurato il “Museo dei Giocattoli”, curiosa raccolta di giochi, bambole e libri per l'infanzia raccolti da Colombotto Rosso nell'arco dell'intera esistenza ed anche questi donati al comune di Pontestura.

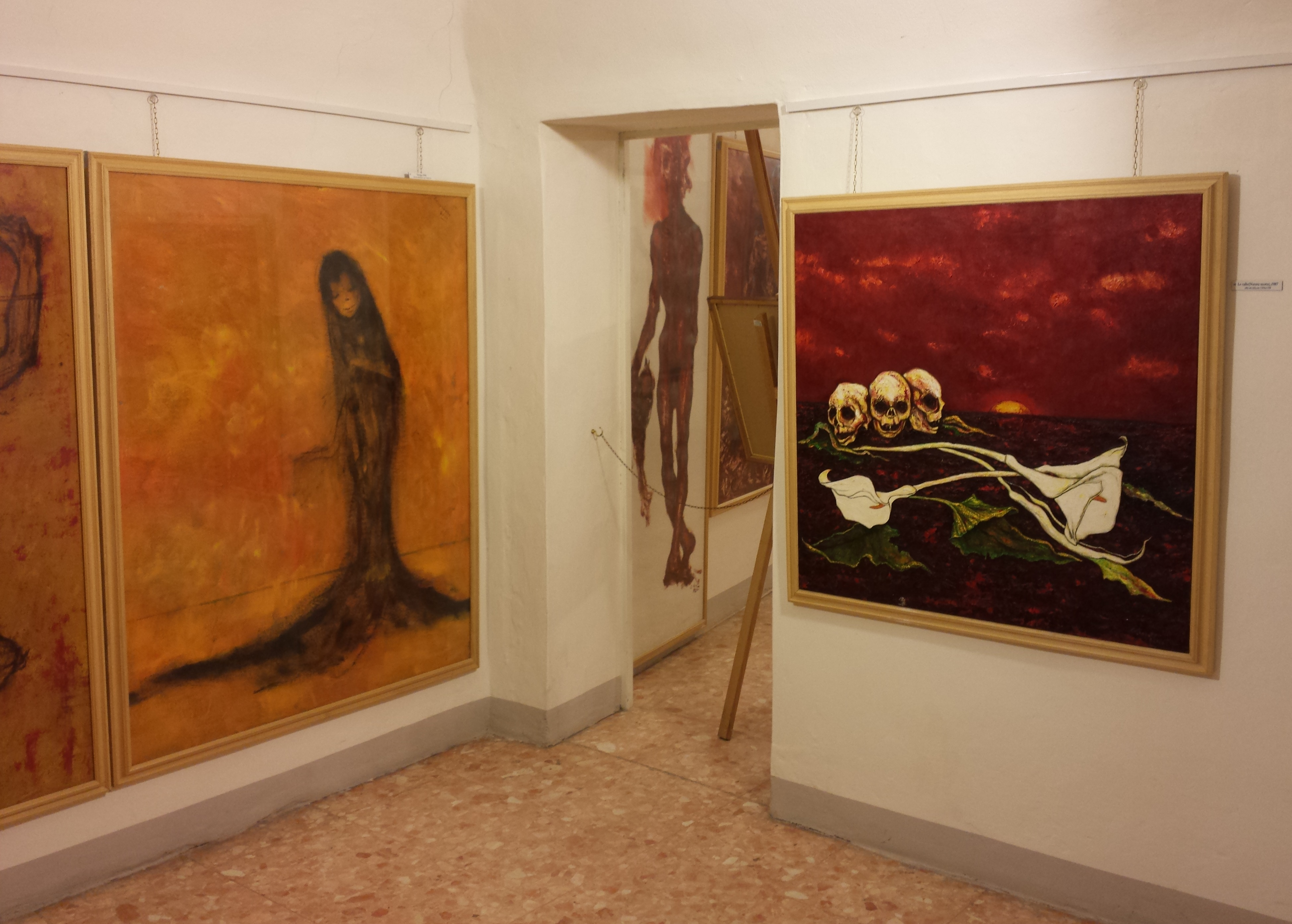
Una sala del Deposito Museale delle opere di Enrico Colombotto Rosso.

(Piergiorgio Panelli, curatore Deposito museale, 2003)

### Opere esposte
All'interno del Deposito Museale è esposta un'importante scultura in bronzo, realizzata dal famoso artista Umberto Mastroianni, che raffigura il viso di Enrico Colombotto Rosso, ritratto nel 1955.

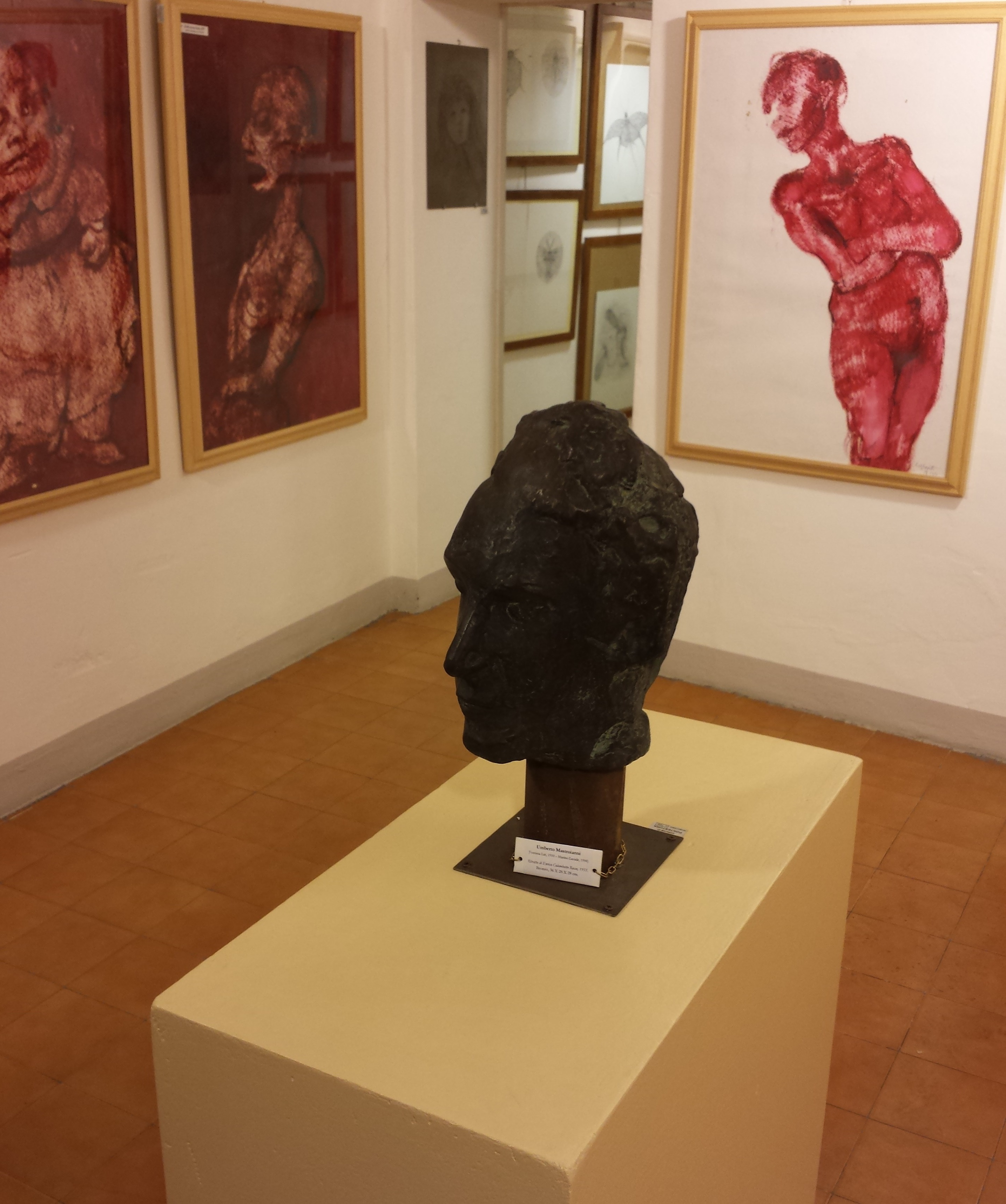
Una delle sale del Deposito Museale di Pontestura

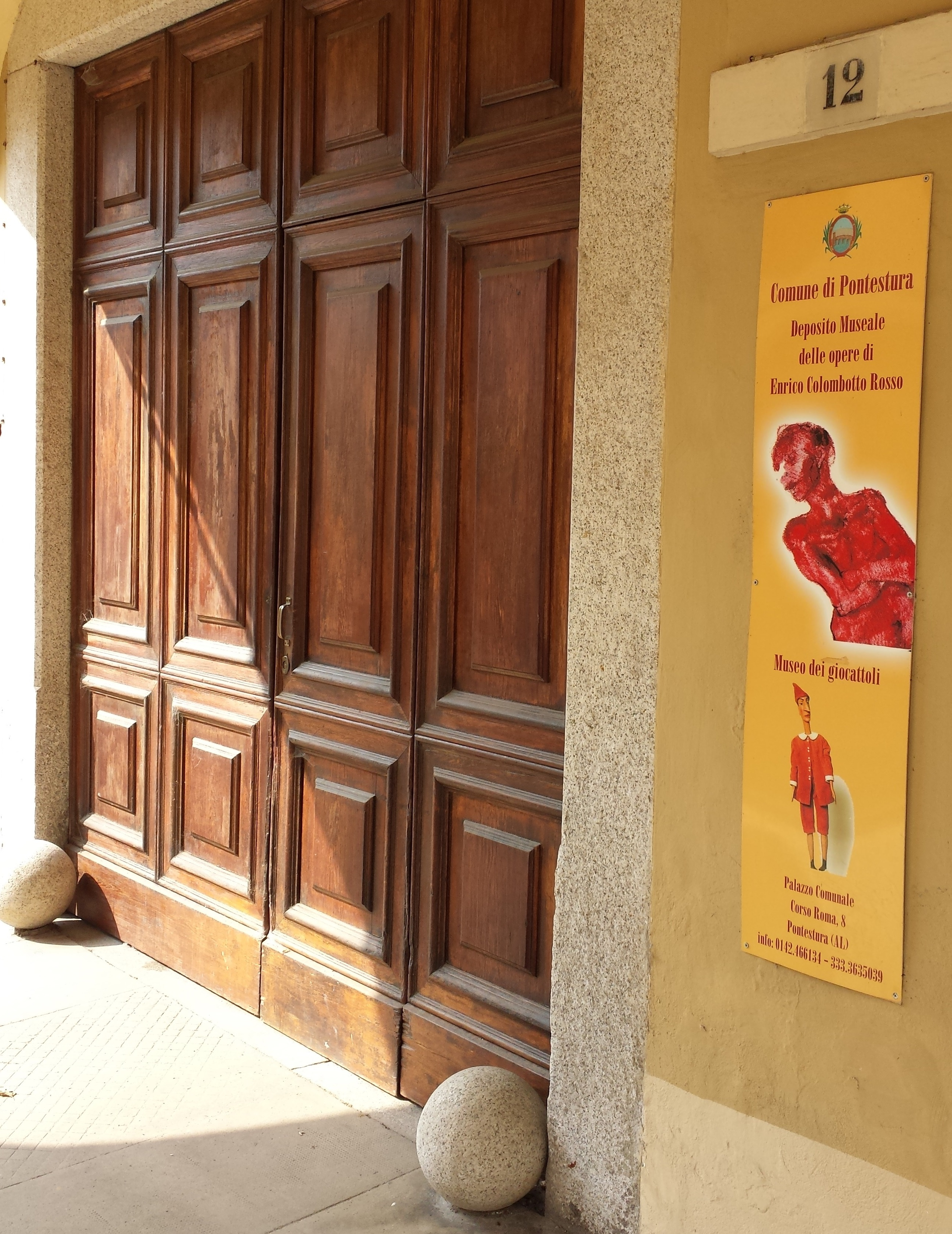
L'ingresso del Deposito Museale delle Opere di Enrico Colombotto Rosso

Tra le opere più note del Maestro Colombotto Rosso sono esposte:
- Testa di ragazza, 1959
- Cantante, 1970
- Uomo urlante (Testa), 1970
- Uomo, 1975
- Le calle (Natura morta), 1987
- Uomo seduto, 1996
- Bambina, 1996
- Bambini con gatti, 1996
- Nudo di schiena, 1996
- Martire, 1996
- Strega, 1996
- Uomo con cane, 1996
- Donna con cane, 1989
- Uomo in piedi, 1989
- Uomo e natura morta, 1989
- Prigioniero, 1989
- Impiccato, 1989
- Nudi (Trittico, paravento), 1990
- Uomo di fronte, 1997
- Due figure abbracciate, 1997
- Uomo seduto sui teschi, 1997
- Bambino con serpentino, 1997
- Donna e bambino, 1997
- Amleto, 1997
- Folla, 1997
- Nudo, 1997
- Bambina (Nana), 1997
- Figura con farfalla, 1997
- Uomo di profilo, 1997
- Figura con serpente, 2000
- Figura pensierosa, 2000
- Uomo con uccello, 2000